# Łaniewicze
Łaniewicze (biał. Ланявічы, ros. Ланевичи) – wieś na Białorusi, w obwodzie grodzieńskim, w rejonie grodzieńskim, w sielsowiecie Indura.
Dawniej wieś i okolica szlachecka. W dwudziestoleciu międzywojennym wieś leżała w Polsce, w województwie białostockim, w powiecie grodzieńskim, w gminie Indura.
Według Powszechnego Spisu Ludności z 1921 roku wieś zamieszkiwało 76 osób, 65 było wyznania rzymskokatolickiego a 11 prawosławnego. Wszyscy mieszkańcy zadeklarowali polską przynależność narodową. Było tu 15 budynków mieszkalnych.
Miejscowość należała do parafii rzymskokatolickiej w Zaniewiczach i parafii prawosławnej w Indurze.
Podlegała pod Sąd Grodzki w Indurze i Okręgowy w Grodnie; właściwy urząd pocztowy mieścił się w Indurze.